# Head over Heels (альбом Cocteau Twins)
Head over Heels (с англ. — «Вверх тормашками») — второй полноформатный студийный альбом шотландской этериал-вейв группы Cocteau Twins, выпущенный 31 октября 1983 года на лейбле 4AD Records. Это первый альбом группы как дуэта: незадолго до записи Head over Heels состав Cocteau Twins покинул бас-гитарист Уилл Хигги. Альбом демонстрирует фирменное звучание группы «пышные гитары Гатри и бессловесный вокал Фрайзер»; данная пластинка считается образцом ранней этериал-вейв музыки.
Журнал Sounds поместил альбом на 7 позицию в списке «End of Year List» в 1983 году. В 2003 году музыкальный магазин Mojo назвал Head Over Heels самым эксцентричным британским альбомом всех времён.
В Великобритании и Канаде альбом был издан в форматах CD и аудиокассетах, в Бразилии только в CD-версии включавший в себе EP Sunburst and Snowblind. В 2003 году альбом был отремастирован Робином Гатри: в данной версии был исключён EP. В марте 2018 года альбом был переиздан в формате 180 грамвинил с использованием новых образцов, созданных из файлов высокой чёткости, перенесённых с оригинальных аналоговых лент.

## Предыстория
После выпуска дебютной пластинки Garlands группа, помимо записи студийных альбомов, концентрирует внимание на создании мини-альбомов и синглов. Так, в 1982 и 1983 годах выходят Lullabies и Peppermint Pig — материал на данных работах представляет из себя ранее не вошедшие в альбом композиции группы. Песни на этих релизах отличались более громким звучанием в отличие от дебютной работы Cocteau Twins, чем участники были недовольны. Так, в 1983 году в интервью для журнала Sounds Робин Гатри назвал Peppermint Pig «дерьмом», утверждая, что «эта вся плохая мешанина — плохая песня, плохой продюсер, плохая группа». Элизабет Фрайзер просто описала материал как «это всё, что у нас было». После последующего тура в поддержку второго мини-альбома состав Cocteau Twins покидает басист Уилл Хигги: дружески расставшись с членами группы, Уилл позже присоединится к группе Lowlife.
Звучание на предыдущих трёх записях Cocteau Twins основывался на сочетании ритмичных басовых линий Хигги, минималистичных гитарных мелодий Гатри и голоса Фрайзер. На данном этапе своего творчества музыку Cocteau Twins сравнивали с творчеством таких готик-рок групп, как Gene Loves Jezebel, Xmal Deutschland, Siouxsie and the Banshees и Bauhaus.
Следующий полноформатный альбом Head over Heels в музыкальном плане опирался исключительно на последние два релиза группы. Результатом стало развитие характерного звучания Cocteau Twins: голос Фрайзер, в свою очередь, эфирный и оперный, в сочетании с усилением эффектов гитарной игры Гатри (который часто говорил, что он гораздо больше интересуется тем, как записывается сама гитара, чем фактическими играемыми нотами, хотя позже он признал, что его зависимость от гитарных эффектов и наслоений изначально была обусловлена его собственными техническими ограничениями). Музыкальный журналист Саймон Рейнольдс писал о группе следующее: 

Cocteau Twins до сих пор остаются лучшими этериальными и мечтательными в 4AD Records, во многом благодаря необычному голосу Лиз Фрайзер. Каким-то образом она нашла голос, совершенно не соответствующий рок- или поп-музыке.— New Statesman, 1987 год

## Музыка
В своей статье для The Quietus журналист Джулиан Марсалек сказал, что благодаря этому альбому «голос Фрайзер стал таким же инструментом, как и звучание её музыкантов», включая «многослойные и сильно ревебрирующие гитары Гатри». Он также отметил, что «„In Our Angelhood“, вероятно, лучше всего соответствует всем требованиям, и эта композиция звучала бы неуместно в альбоме Kaleidoscope группы Siouxsie and the Banshees». «Tinderbox (Of a Heart)» передаёт ощущение угрозы и опасности, в то время как в заключительной песне «Musette and Drums» представлены сметающие гитары и колокольчики, подкреплённые клавишами. Фрэнк Десерто на сайте Post-Punk.com писал об альбоме следующее: «дебютная пластинка Cocteau Twins Garlands хоть и раскритиковали и высмеяли (при чём не справедливо) за свою вторичность и не примечательность, но послужила невероятным заявлением о своих намерениях с размытыми гитарами, гипнотическим басом и фирменным голосом Лиз Фрайзер повторяющимся фидбэком из андерграунда». По его словам Cocteau Twins записали «свой первый настоящий шедевр». Далее он добавил, что Head over Heels «Это трансформационная пластинка, открывающая ее композиция „When Mama Was Moth“ задает тон всему последующему звуковому путешествию. Пластинка часто дополняется столь же невероятным EP „Sunburst and Snowblind“, на котором представлено больше вариаций тех же сиропных текстур».

## Коммерческий успех
В Великобритании альбом дебютировал в конце октября 1983 года на 58-м месте. Спустя неделю он достиг позиции № 51, что так и осталось его высшим достижением. Всего диск пробыл в лучшей сотне (Top 100) Соединенного Королевства 15 недель с тремя перерывами (включая 6 недель с одним перерывом в Top 75): 3 недели в октябре и ноябре 1983 года и ещё три раза в 1984 году (пять недель с 21 января 1984 по 18 февраля 1984, две недели с 3 марта 1984 по 10 марта 1984, ещё пять недель с 5 мая 1984 по 2 июня 1984). В британском инди-чарте диск поднялся до первого места.
В 2008 году альбом получил серебряную сертификацию от Британской ассоциации производителей фонограмм (BPI).

## Отзывы критиков
| Оценки критиков               | Оценки критиков |
| Источник                      | Оценка          |
| ----------------------------- | --------------- |
| AllMusic                      | [ 20 ]          |
| The Great Rock Discography    | 8/10            |
| Mojo                          | [ 22 ]          |
| Record Collector              | [ 23 ]          |
| The Rolling Stone Album Guide | [ 24 ]          |
| Smash Hits                    | 8/10            |
| Spin Alternative Record Guide | 6/10            |
| Uncut                         | 9/10            |

Альбом получил в основном положительные отзывы критиков. Рецензент Record Collector Джеми Эткинс дал альбому четыре балла из пяти, сказав о нём следующее: «этот второй альбом находит группу в мучительной точке, где они начали выходить за пределы своего вдохновения (таких готик-рок/пост-панк групп, как The Birthday Party, Bauhaus, Siouxsie and the Banshees) и продемонстрировали признаки своего странного блаженного звучания. Вокальные партии Элизабет Фрайзер волнуют, скручивают и гармонируют в замечательных звуковых пейзажах гитариста Робина Гатри». Также Джеми назвал композицию «Sugar Hiccup» «головокружительным, звучащим так сильно, как первый поцелуй». Нед Рэггетт из AllMusic дал оценку Head Over Heels 4,5 звезды из 5, отметив, что «альбом представляет множество различных оттенков и подходов к зарождающемуся звуку Cocteau, указывая группе на ликующую, элегантную красоту более поздних релизов». По его мнению, несмотря на уход басиста Хигги, альбом сумел превзойти «затемнённый и мрачный» Garlands.

## Список композиций
Слова и музыка всех песен — Элизабет Фрайзер и Робин Гатри.
| №  | Название                | Длительность |
| -- | ----------------------- | ------------ |
| 1. | «When Mama Was Moth»    | 3:06         |
| 2. | «Five Ten Fiftyfold»    | 4:59         |
| 3. | «Sugar Hiccup»          | 3:42         |
| 4. | «In Our Angelhood»      | 2:59         |
| 5. | «Glass Candle Grenades» | 2:44         |

| №                   | Название                     | Длительность |
| ------------------- | ---------------------------- | ------------ |
| 6.                  | «In the Gold Dust Rush»      | 3:41         |
| 7.                  | «The Tinderbox (Of a Heart)» | 4:57         |
| 8.                  | «Multifoiled»                | 2:36         |
| 9.                  | «My Love Paramour»           | 3:39         |
| 10.                 | «Musette and Drums»          | 4:39         |
| Общая длительность: | Общая длительность:          | 37:01        |

## Участники записи
| Cocteau Twins - Элизабет Фрайзер — вокал - Робин Гатри — гитара, бас-гитара, драм-машина | Производственный персонал - Джон Фрайер — продюсер - Джон Тёрнер — звукорежиссёр - 23 Envelope — арт-директор, художественное оформление, дизайн обложки |

## Чарты
| Чарт (1983)                      | Высшая позиция |
| -------------------------------- | -------------- |
| Великобритания (UK Albums Chart) | 51             |
| Великобритания (UK Indie Chart)  | 1              |

## Сертификация
| Страна               | Сертификат     |
| -------------------- | -------------- |
| Великобритания (BPI) | 1 × серебряный |